# Hirekalagodu, Sorab
Hirekalagodu là một làng thuộc tehsil Sorab, huyện Shimoga, bang Karnataka, Ấn Độ.